# 청춘비가
"청춘비가"(靑春悲歌)는 한국에서 제작된 이규환 감독의 1958년 영화이다. 이민 등이 주연으로 출연하였고 방의석 등이 제작에 참여하였다.

## 출연

### 주연
- 이민
- 정득순
- 성소민
- 복혜숙

## 기타
- 조명: 황동춘
- 녹음: 최칠복
- 미술: 임명선